# Tilicho
Tilicho – góra w Himalajach w pobliżu Annapurny o wysokości 7134 m n.p.m.
Szczyt Tilicho został opisany przez Maurice'a Herzoga jako część "Wielkiej Bariery" - łańcucha górskiego, przez który musieli przejść podczas wyprawy na Annapurnę w 1950 roku.
Pierwszymi wspinaczami, którzy weszli na szczyt Tilicho byli członkowie francuskiej ekspedycji kierowanej przez Emanuela Schmutza w 1978 roku.  